# جيم هيوز (لاعب كرة قاعدة أمريكي)
جيم هيوز (بالإنجليزية: Jim Hughes)‏ هو لاعب كرة قاعدة أمريكي، ولد في 2 يوليو 1951 في لوس أنجلوس في الولايات المتحدة.

## وصلات خارجية
- جيم هيوز (لاعب كرة قاعدة أمريكي) على موقعبيزبول رفرنس.كوم (الدوري الرئيسي) (الإنجليزية)
- جيم هيوز (لاعب كرة قاعدة أمريكي) على موقعبيزبول رفرنس.كوم (الدوري الثانوي) (الإنجليزية)
- جيم هيوز (لاعب كرة قاعدة أمريكي) على موقع مشجعي الرسوم البيانية (الإنجليزية)